# Guapira guianensis
Espèce
Synonymes
- Guapira eggersiana (Heimerl) Lundell[2]

Guapira guianensis est une espèce d'arbre néotropical de la famille des Nyctaginaceae.

## Description et répartition
Souvent confondu avec Guapira eggersiana, Guapira guianensis est un arbre peu commun, rencontré sur le plateau des Guyanes.

## Taxonomie
D'après certains, les plantes que l'on identifie comme Guapira eggersiana recouvrent un complexe d'espèces restant non résolu, et dont Guapira guianensis Aubl. serait une des composantes à clarifier.

## Histoire naturelle
En 1775, le botaniste Aublet propose la diagnose suivante pour Guapira guianensis (souvent considéré comme synonyme de Guapira eggersiana) : 
« GUAPIRA (Guianenſis). (Tabula 119.) 

Arbor mediocris ; ramis oppoſitis, nodoſis. Folia oppoſita, petiolata, ovata, acuta, integerrima, glabra ; ad ſummitatem ramorum tria vel quatuor verticillata. Flores albi, racemoſi. Pedunculus florifer longus, ſimplex, è divaricatione ramulorum. Fructus ovatus, ſexſtriatus, coccineus. 

Floret, fructumque ſert propè habitationem vulgó de Loyola. »

« LE GUAPIRE de la Guiane. (PLANCHE 119.).
Le tronc de cet arbre a dix ou douze pieds de hauteur, & ſept à huit pouces de diamètre. L'écorce eſt liſſe, verte ; ſon bois eſt blanc, léger & caſſant. Il pouſſe à ſon ſommet des branches droites & éparſes : elles ſont noueuſes & cylindriques, garnies de deux feuilles oppoſées ; & quelquefois, ſur-tout à l'extrémité des rameaux, il s'en trouve quatre rangées autour d'un nœud ; ces feuilles ſont vertes, molles, liſſes, ovales, terminées en pointe. Leur pédicule eſt long d'un pouce. Les plus grandes ont ſix pouces de longueur ſur deux & demi de largeur. Les bourgeons qui terminent les rameaux, ſont couverts d'écailles velues & rouſſâtres. Les fleurs naiſſent en grappes ſur un long pédoncule qui ſort d'entre deux jeunes pouſſes, à l'extrémité des rameaux. Le calice eſt formé de quatre ou de cinq petites écailles. La corolle eſt d'une ſeule pièce : c'eſt un tube charnu qui s’évaſe à ſon ſommet, & dont le bord eſt à cinq ou ſix dentelures. 
Les étamines ſont placées au deſſous de l'ovaire : il y en a ſix dont trois ſont plus grandes, & trois plus petites. leurs filets ſont applatis, blancs & ſtriés. Les anthères ſont vertes, à deux bourſes écartées par le bas. 
Le piſtil eſt un ovaire ovoïde, ſurmonté d'un style blanc, charnu, cannelé, terminé par un stigmate à ſix rayons. L'ovaire conjointement avec la corolle devient une baie rouge à cinq ou ſix côtes couronnées par les pointes de la corolle ; & ſouvent le ſtyle & les ſtigmates ſubſiſtent. Ces côtes ſe ſéparent facilement, & laiſſent à découvert une ſubſtance rouge, ſucculente & douceâtre, ſous laquelle eſt une membrane blanche qui contient une amande blanche, cendre dont les deux cotylédons ſont roulés. 
[...]
Cet arbre croît dans les haies de l'habitation de Loyola. Il étoit en fleur & en fruit au mois de Janvier. »

— Fusée-Aublet, 1775.